# Hattie Carwell
Pour les articles homonymes, voir Jordan.
Hattie Carwell (née le 17 juillet 1948) est une physicienne américaine, ancienne scientifique du Département de l'énergie (DOE) des États-Unis et de l'Agence internationale de l'énergie atomique. En 1990, elle devient gestionnaire pour les programmes nucléaires et de haute énergie au bureau des opérations de San Francisco du DOE. Elle est également ingénieure principale des opérations au bureau du site de Berkeley de 1994 à 2006.

## Biographie et éducation
Hattie Carwell est née le 17 juillet 1948 à Brooklyn, NY. Elle grandit à Ashland, en Virginie, où elle est encouragée par sa communauté à devenir scientifique. Après avoir obtenu son diplôme d'études secondaires, Hattie s'inscrit au Bennett College for Women à Greensboro, en Caroline du Nord, à l'automne 1966. Elle obtient une licence de chimie en 1970. À l'automne 1970, Hattie Carwell s'inscrit à l'Université Rutgers où elle obtient une maîtrise en physique de la santé.

## Carrière
Après avoir obtenu son diplôme à l'Université Rutgers, Hattie Carwell obtient un poste au ministère américain de l'Énergie en tant que physicienne de la santé et cheffe de groupe en sureté nucléaire. Elle travaille pour l'agence tant au niveau national qu'international. Par la suite, Hattie Carwell part travailler à Vienne, en Autriche, en tant qu'inspectrice de sureté nucléaire et cheffe de groupe à l'Agence internationale de l'énergie atomique de 1980 à 1985. En 1985, elle déménage à Oakland, en Californie, et travaille pour le ministère de l'Énergie en tant que gestionnaire pour les programmes nucléaires et de haute énergie. En 1990, Hattie Carwell devient gestionnaire pour les programmes nucléaires et de haute énergie au bureau des opérations de San Francisco du ministère de l'Énergie,. Plus tard, Hattie Carwell devient ingénieure principale des opérations des installations à Berkeley en 1992. En 1994, elle est promue cheffe des opérations, un poste qu'elle a occupé jusqu'en 2006. Elle est ensuite devenue physicienne senior avant de prendre sa retraite en 2008. En 2010, elle participe à un atelier organisé par les National Academies of Science, Engineering, and Medicine intitulé Chemistry in Primetime and Online : Communicating Chemistry in Informal Environments. En mars 2020, elle participe à un panel sur le leadership dans l'enseignement supérieur lors de la 50e conférence annuelle du Council of Historically Black Graduate Schools. Elle participe à l'atelier organisé par les National Academics of Science, Engineering, and Medicine en 2014, intitulé Opportunities for the Gulf Research Program : Middle-Skilled Workforce Needs.

## Écriture
Hattie Carwell écrit deux livres et de nombreux articles. L'un de ses livres s'intitule Blacks in Science : Astrophysicist to Zoologist,

## Conseils d'administration
Hattie Carwell est membre du conseil et est présidente du Northern California Council of Black Professional Engineers. Elle est trésorière du National Council of Black Engineers and Scientist, cofondatrice et présidente du Development Fund for Black Students in Science and Technology, et cofondatrice et directrice exécutive du Museum of African American Technology (MAAT) Science Village à Oakland, en Californie,. Hattie Carwell est également coordinatrice de la Coalition of Hispanic, African and Native Americans for the Next Generation of Engineers and Scientists (CHANGES).

## Reconnaissance
Hattie Carwell est reconnue pour son travail au sein du Département de l'énergie, où elle reçoit de nombreux prix. Elle a également reçu des prix pour son engagement communautaire. Elle reçoit un prix de son alma mater, le Bennett College, où elle est une alumnae distinguée. Hattie Carwell est également citée dans le Who's Who in America. En 1991, Hattie Carwell est intronisée au National Black College Alumni Hall of Fame,. Hattie Carwell figure dans le livre Sisters in Science : Conversations with Black Women Scientists on Race, Gender, and Their Passion for Science de Diann Jordan Le 18 février 2020, Hattie Carwell participe à un épisode de podcast sur une chaîne de radio de l'Université du Manitoba. En 2018, elle est récompensée lors de la collecte de fonds et de la cérémonie de remise de prix WE ALL WIN WITH STEM! de la STEM Future Foundation Fundraiser and Awards Ceremony recevant le prix Urban Superhero Award et une reconnaissance du Congrès de Barbara Lee.